# Сардонікс
Сардонікс — мінерал, стрічковий агат, представлений плоско-паралельними шарами халцедону бурого (чорного) і білого кольору.

## Опис
Відомий як ювелірний камінь. Застосування сардоніксу має давню історію. За переказами, у римлян цей самоцвіт використовував для виготовлення печаток; крім того, з нього виготовляли недорогі прикраси. Він є серед прикрас та речей єгипетської цариці Клеопатри (69-30-і роки до н. е.). В середні віки його застосовували в медицині. (C.Plinius Secundus, 77). Синонім: сардоніх.